# Vídua del paradís
La vídua del paradís (Vidua paradisaea) és un ocell de la família dels viduids (Viduidae).

## Hàbitat i distribució
Habita el bosc obert del nord-oest i sud d'Angola, Zàmbia, extrem sud-est de la República Democràtica del Congo, est de Tanzània, Kenya, est d'Uganda, extrem sud-est del Sudan, Etiòpia i Somàlia cap al sud fins al centre de Namíbia, nord i est de Botswana, Zimbabwe i nord-est de Sud-àfrica.